# Vitkindad snårsparv
Vitkindad snårsparv (Melozone leucotis) är en fågel i familjen amerikanska sparvar inom ordningen tättingar.

## Utseende
Vitkindad snårsparv är en stor och karakteristiskt tecknad sparv. Kroppen är färglöst gråbrun medan det svarta huvudet är kontrastrikt med stora vita fläckar i ansiktet och en gul på halssidan. Bestånd från Nicaragua och söderut, av vissa behandlade som en egen art, har mer svart i ansiktet och på bröstet. 

## Utbredning och systematik
Fågeln förekommer i höglänta områden i Centralamerika och delas in i två underarter med följande utbredning:
- Melozone leucotis nigrior – höglänta områden i östcentrala Honduras och nordcentrala Nicaragua
- Melozone leucotis leucotis – centrala Costa Rica

Tidigare behandlades gråkronad snårsparv (M. occipitalis) som underart till vitkindad snårsparv.

### Familjetillhörighet
Tidigare fördes de amerikanska sparvarna till familjen fältsparvar (Emberizidae) som omfattar liknande arter i Eurasien och Afrika. Flera genetiska studier visar dock att de utgör en distinkt grupp som sannolikt står närmare skogssångare (Parulidae), trupialer (Icteridae) och flera artfattiga familjer endemiska för Karibien.

## Levnadssätt
Vitkindad snårsparv hittas lokalt i förberg och högländer, i tropiska och subtropiska skogar, skuggiga kaffeplantage och snåriga kanter. Den ses vanligen i par på eller nära marken i skuggig undervegetation där den kan vara rätt tillbakadragen.

## Status
IUCN kategoriserar arten som livskraftig.

## Namn
Arterna i släktet Melozone kallades tidigare busksparvar, men har döpts om till snårsparvar för att undvika förväxling med de ej närbesläktade busksparvarna i Chlorospingus och för att betona det nära släktskapet med snårsparvarna i Atlapetes.